# 張焯
張焯，順天人，清朝政治人物。監生出身。
道光三年，接替顏棠，署任江蘇宜興縣知縣。后由吳時行接任。道光五年，接替尹肇松。擔任江蘇荆溪縣知縣署。后由李震接任。